# Skleněná textilní vlákna
Skleněná textilní vlákna jsou výrobky ze skelné taveniny s vlastnostmi vhodnými ke zpracování na řadu speciálních  produktů. Jsou to zejména  vodiče světelných vln, plošné textlie na prepregy, plnivo stavebních materiálů, zpevnění kompozit.

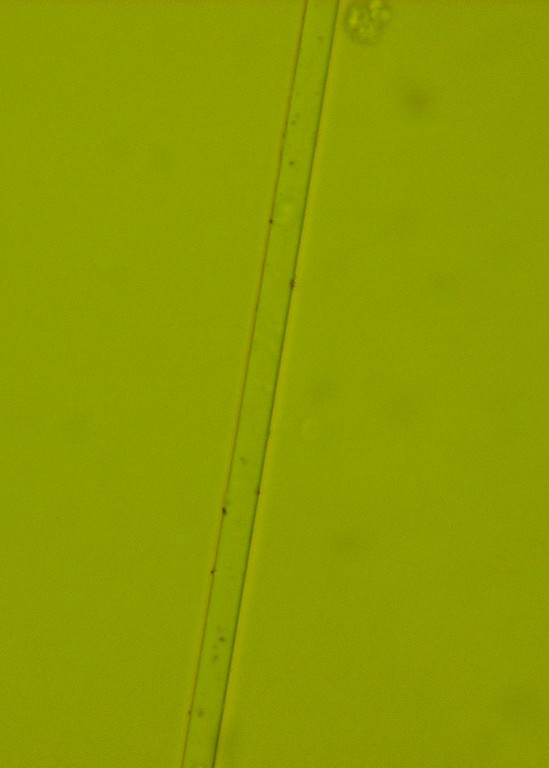
Skleněné vlákno 40x zvětšené (2005)

## Historie
Nejstarší skleněné nitě (tažené ze skelné taveniny kleštěmi) jsou známé ze 17. stolení před n. l. z Egypta. Za první průmyslovou výrobu skleněných niti je považována dílna založená v roce 1866 ve Vídni, ve které se měly vyrábět niti s tloušťkou 6–12 µm na paruky a svatební závoje. V roce 1932 vynalezl americký chemik Slayter (náhodně) technologii výroby skleněné vlny, která se v principu používá i v 21. století.
E sklo se začalo vyrábět v roce 1943, asi od roku 1990 se vyrábí průmyslově kompozity se skleněnou výztuží.
Historie optických vláken začala v roce 1964 objevem techniky odstranění nečistot z křemenného skla, v roce 1991 představili vynálezci Desurvire a Payne kompletní kabel se skleněným vodičem světelných vln.
V roce 2022 se udávala celosvětová kapacita výroby skleněných vláken s 5,9 miliony tun (80 % ve formě rovingů),  výnos z prodeje rovingů a příze se odhaduje (2024) na 7 miliard USD s budoucími ročními přírůstky 5–8 %. Skleněná vlákna se vyrábějí ve 30 státech, počet možných variant odhadují někteří odborníci až na 5000.

## Výroba

### Surovina
Základní surovina je směs minerálů a chemikálií. Hlavní složky vsázky („batch“) jsou křemík, vápno a kaolin, chemická struktura skla se dá měnit různými příměsemi, např. Na, Li, Ba und Mg. 
V závislosti na poměrech těchto látek ve směsi se rozeznávají druhy: 
| Druh skla                 | Vlastnosti                                                 |
| A (alkali)                | natronové vápno/ silně alkalické                           |
| AR (alkaline resistant)   | odolnost proti žíravinám (10% ZrO2)                        |
| C (chemical)              | zvýšená rezistence proti chemikáliím                       |
| D (dielectric)            | nízké dielektrické ztráty (20–23 % B2O3)                   |
| E (electric)              | boro-hlinito-křemičitan s méně než 2 % alkalických oxidů   |
| ECR (corrosion resistant) | vysoká odolnost proti rezavění                             |
| Q (quatz)                 | vlákno z oxidu křemičitého, vhodné pro vysoké teploty      |
| R (resistance)            | křemičitan hlinitý s přídavkem vápníku a oxidu hořečnatého |
| S (strength)              | křemičitan hlinitý s přídavkem oxidu hořečnatého           |

Asi 90 % skleněných vláken se vyrábí z E-skla (např. s obsahem 55 % SiO2, 18 % CaO, 8 % Al2O3, 4,6 % MgO)
| Typické fyzikální vlastnosti skleněných vláken | Typické fyzikální vlastnosti skleněných vláken |
| ---------------------------------------------- | ---------------------------------------------- |
| Hustota                                        | 2,45…2,58 g/cm³                                |
| Tloušťka filamentu                             | 5…24 µm                                        |
| Tažná pevnost                                  | 1,8…5 GPa (kN/mm²)                             |
| Modul pružnosti                                | 70…90 GPa                                      |
| Tažnost                                        | < 5 %                                          |

### Způsoby zvlákňování

#### Vodiče světelných vln
Způsob výroby je popsán ve článku Křemenná vlákna

#### Skleněná vlna
Fáze výroby izolačních rohoží: sázka – tavení při 1400 °C – zvlákňování (centrifuga tlačí taveninu do otvorů) – kladení filamentů (cca 80 % celkové váhy) na dopravní pás a postřikování pojivem – zahřívání rohože (na 200 °C), lisování, chlazení – příp. krájení hotové rohože na určitý rozměr
Skleněná vlna se používá výlučně jako izolační materiál, vlákna mají minimální průměr 0,15–0,30 µm, povrch izolace (rohože) má být 0,1–0,2 m²/g. Pro izolační efekt je pojivo rouna důžitější než vlastnosti vláken.

#### Stříž / vláknový beton
95 % skleněných stříží se vyrábí metodou tzv. dloužení přes buben. Princip: Skleněné pelety se taví při 100–1200 °C, tavenina se protlačuje tyskou (s 250–1000 otvory). Z vycházejících kapek se tvoří filamenty, které se dlouží tahem rotujícího bubnu a stahují do zvlákňovací nálevky, kde se tvoří roving z vláken s jemností 1,5–3 dtex s neurčitou délkou (2–100 cm). K použití na zpevnění betonu se vlákna rovingu stříhají na délku 3–25 mm. Podíl vláken na váze betonu je obvykle 3–5 %.

#### Rovingy a příze naprepregy
Asi 90 % skleněných filamentů se vyrábí zvlákňováním přes trysky v na zařízení Unit Melter. Princip postupu výroby: tavení – zahřívání sázky plynovými hořáky na 1400 °C – zvlákňování (protlačení taveniny platinovou tryskou s 800–8000 otvory (Ø 1–2,5 mm)) – chlazení (200 K/cm) a dloužení (přesně řízenou odtahovou rychlostí 1200–4800 m/min.) na jemnost jednotlivých filamentů na 0,5–15 dtex – škrobení, navíjení (asi ¾ filamentů se navíjí spojených (bez zákrutu) do rovingů (>300 tex), zbytek jsou multifilamenty.

### Tkaniny
se vyrábějí ve všech základních vazbách, pneumatické tkací stroje s pracovní šířkou do 280 cm mohou dosáhnout až 1300 obr./min. Jeden český výrobce dodává pneumatické stroje na perlinkovou vazbu skleněných tkanin (šířka do 220 cm, až 750 obr./min, příze 34- 450 tex), se kterými patří k předním specialistům ve světě.

### Finální úprava a forma plošných výrobků
V roce 2024 se běžně prodávají laminované textilie ze skleněných vláken např. v následujícím provedení:
| Forma textilie      | Konstrukce                     | Příklady zpracování (prepregy)    |
| roving              | 2,4 ktex                       | ruční lamináty, pultruze          |
| tkanina z filamentů | 25 g/m² 425 g/m²               | voštinové konstrukce traverzy     |
| tkanina z rovingů   | 580 g/m²                       | nádrže, konstrukční díly          |
| rohož               | 440 g/m² 4 vrstvy ve 4 směrech | rotory větrných generátorů, čluny |
| splétaná hadice     | Ø 7–26 mm (filament 136 tex)   | protézy, sport. nářadí            |

Všechny prepregy (mimo rovingů) obsahují více než 80 % laminační pryskyřice.

## Použití výrobků s obsahem skleněných vláken
K nejčastějším patří vodiče světelných vln, konstrukční díly lodí a letadel, křídla rotorů větrných elektráren, filtry na horké plyny, elektrické a tepelné izolace, požární ochrana, zpevnění tištěných spojů a betonu.

## Galerie skleněných vláken

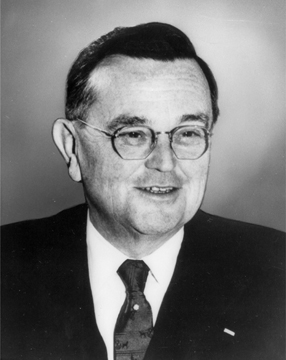
Vynálezce technologie výroby skleněné vlny Russell Games Slayter (1896-1964)
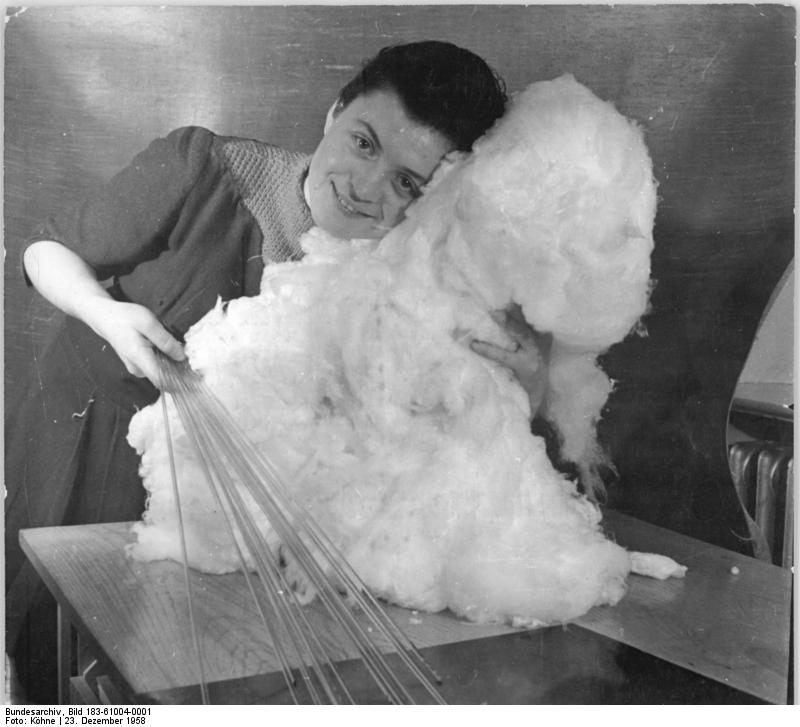
Skleněné tyče jako surovina a pokusně vyrobená staplová vlákna (NDR v roce 1958)
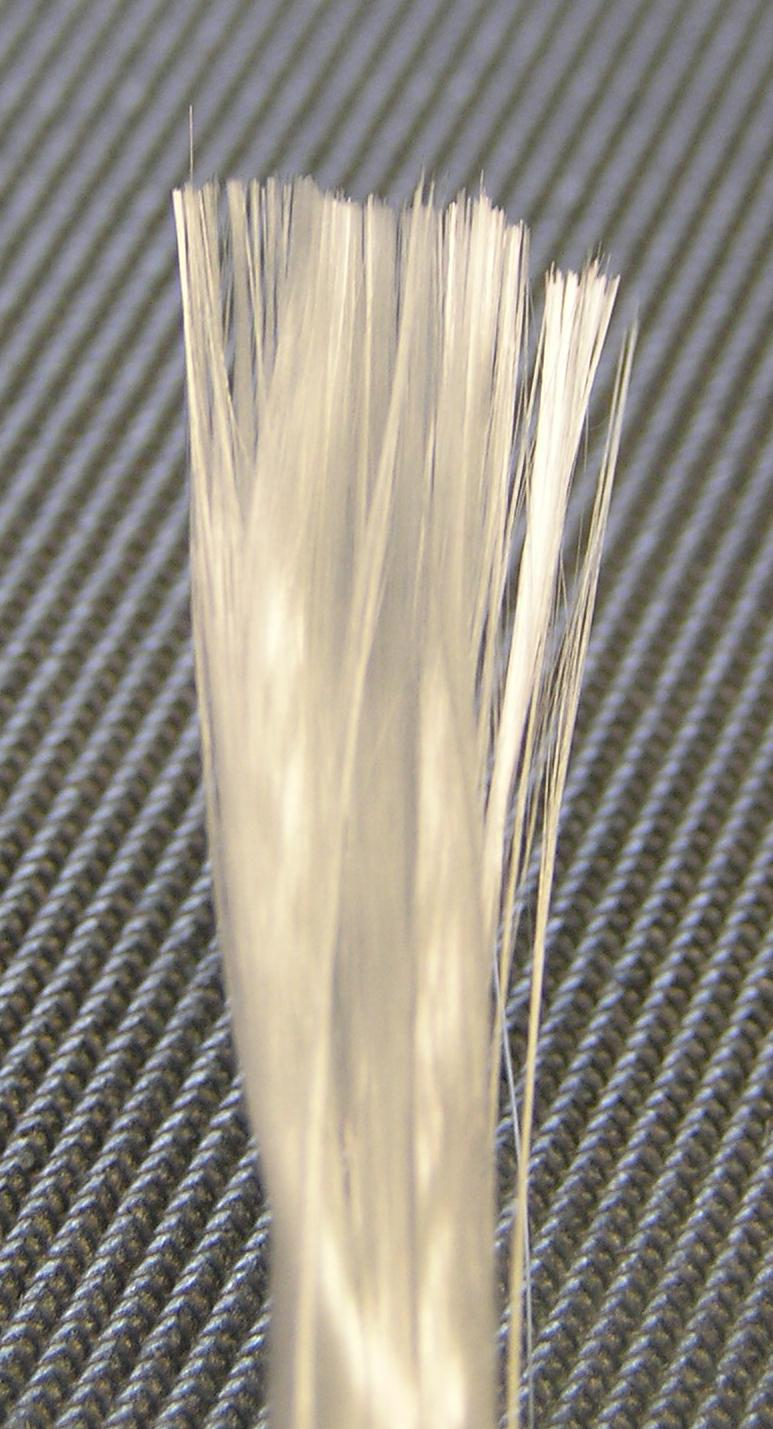
Svazek skleněných filamentů (UD-Roving)
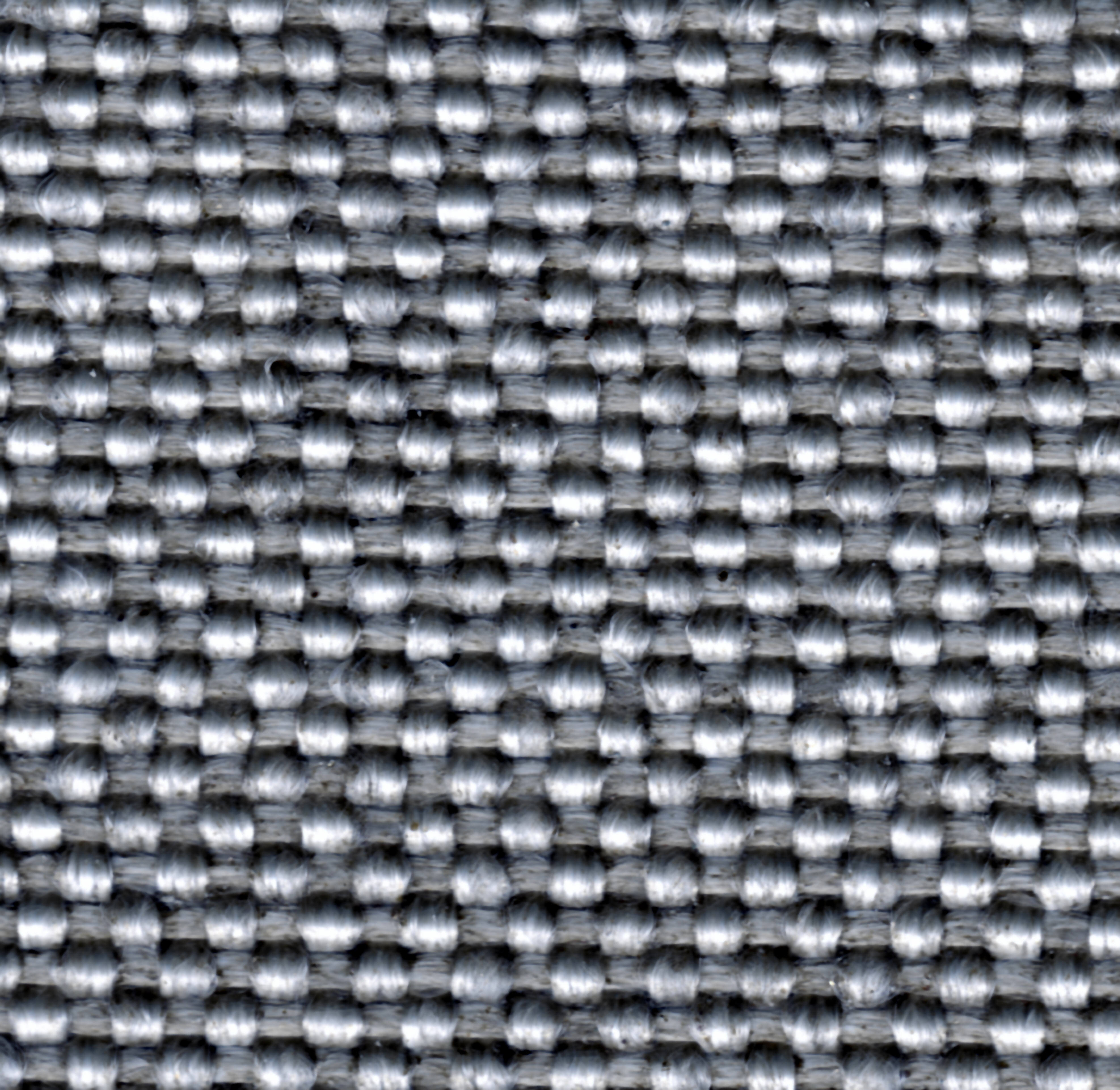
Tkanina v plátnové vazbě (1100 g/m²)
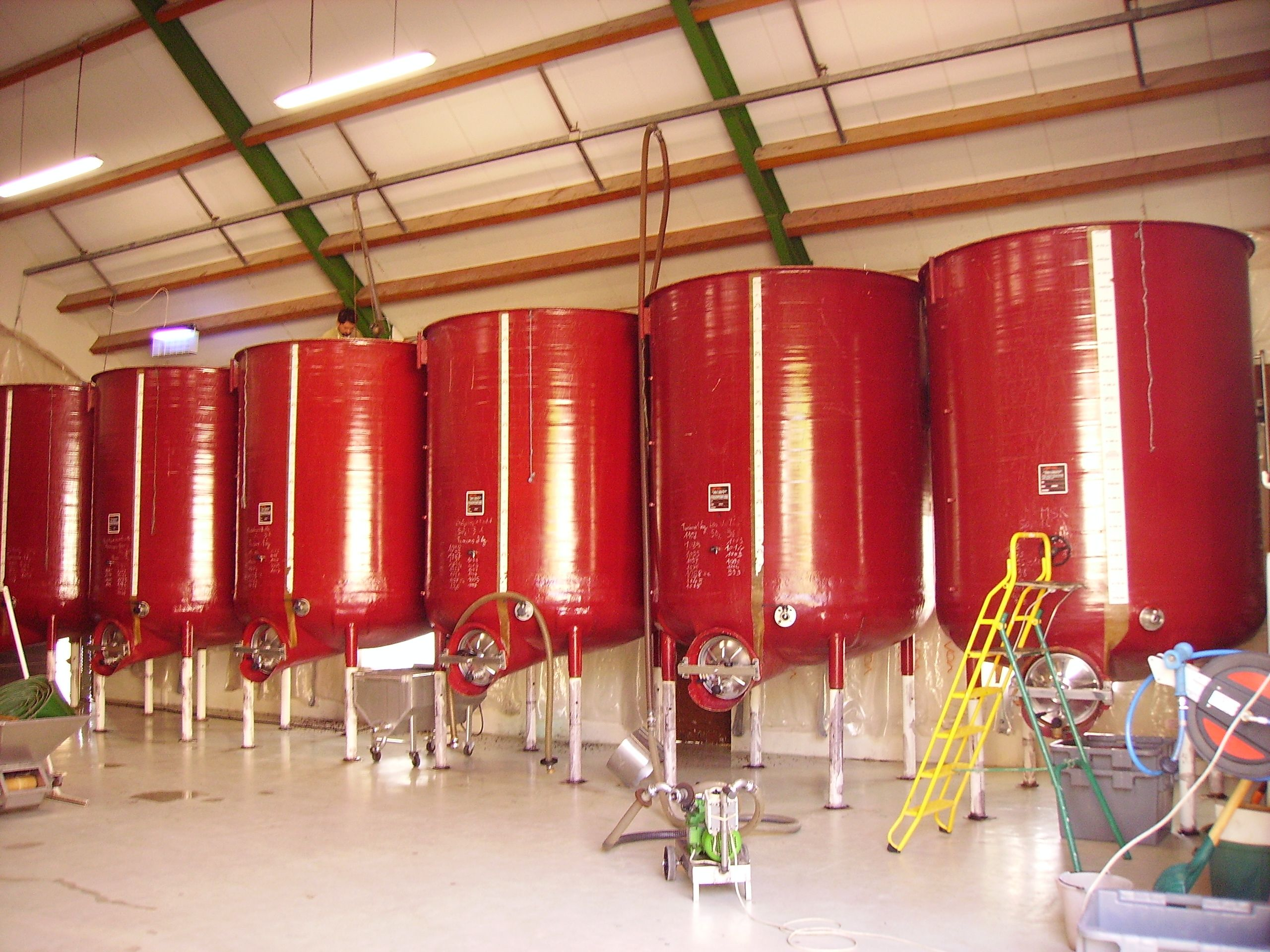
Nádrže na kvašení vína z laminátu ze skleněných vláken (Francie 2009)
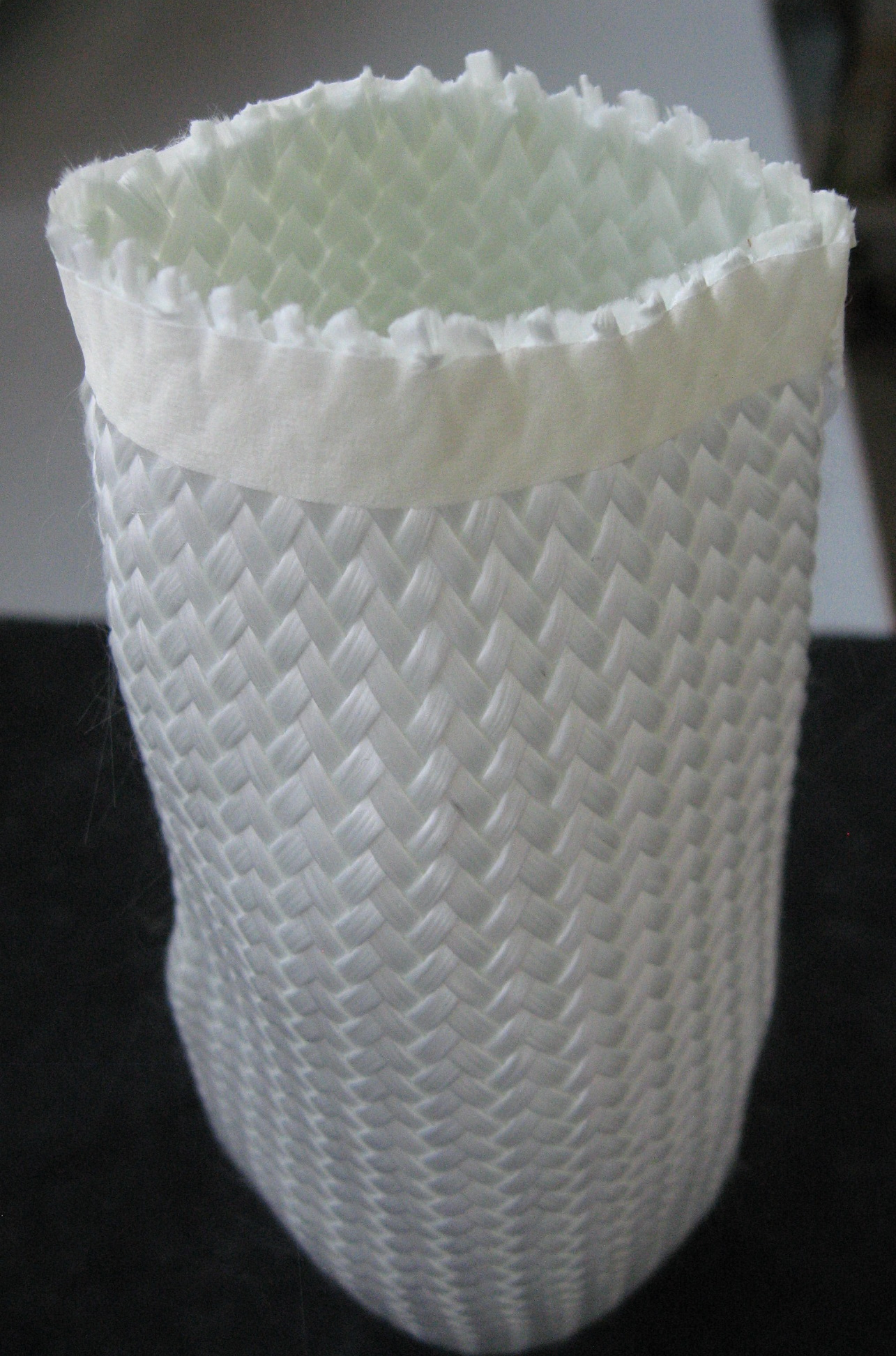
Pletenec ze skleněné příze
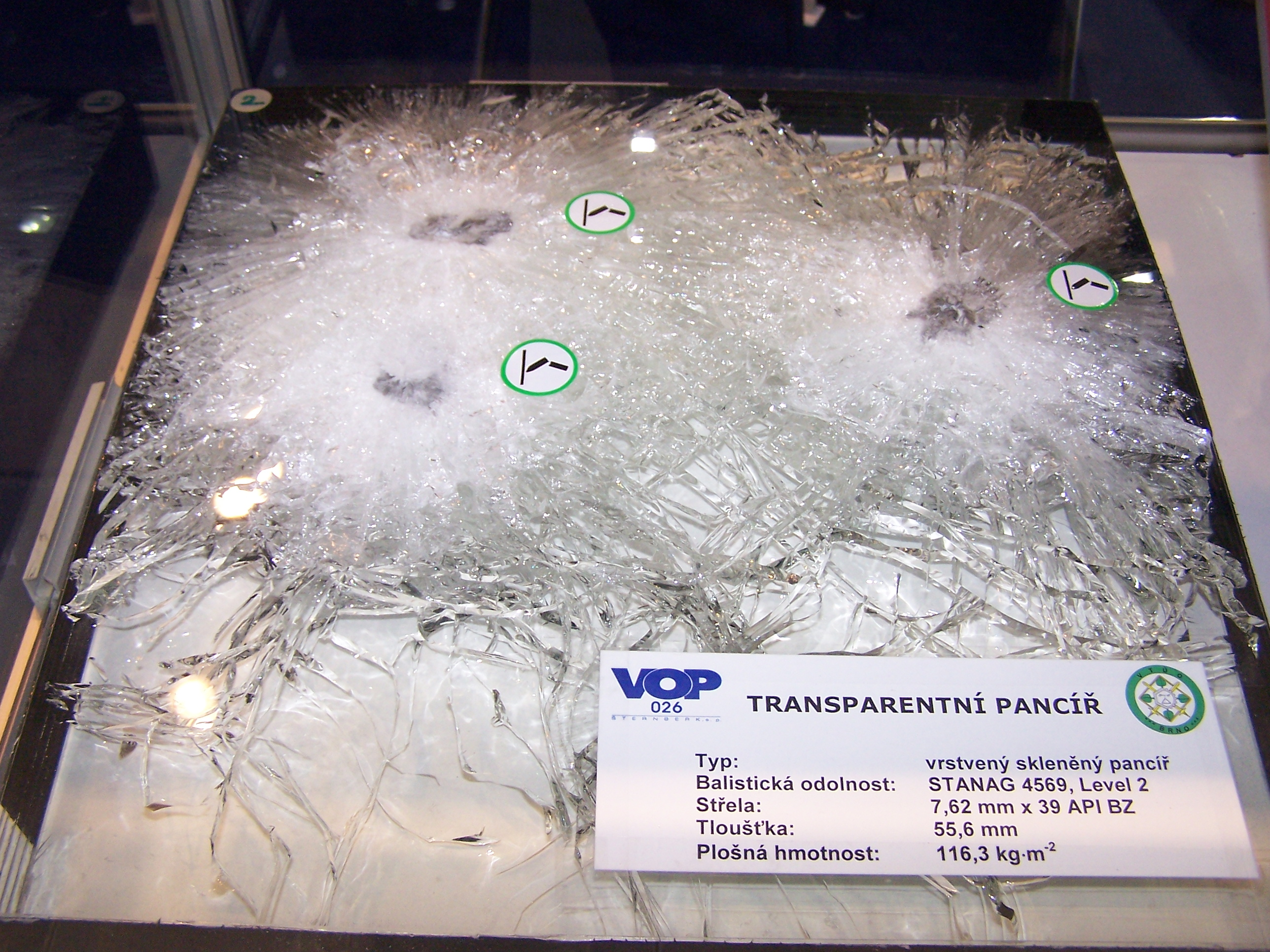
Vrstvený skleněný pancíř
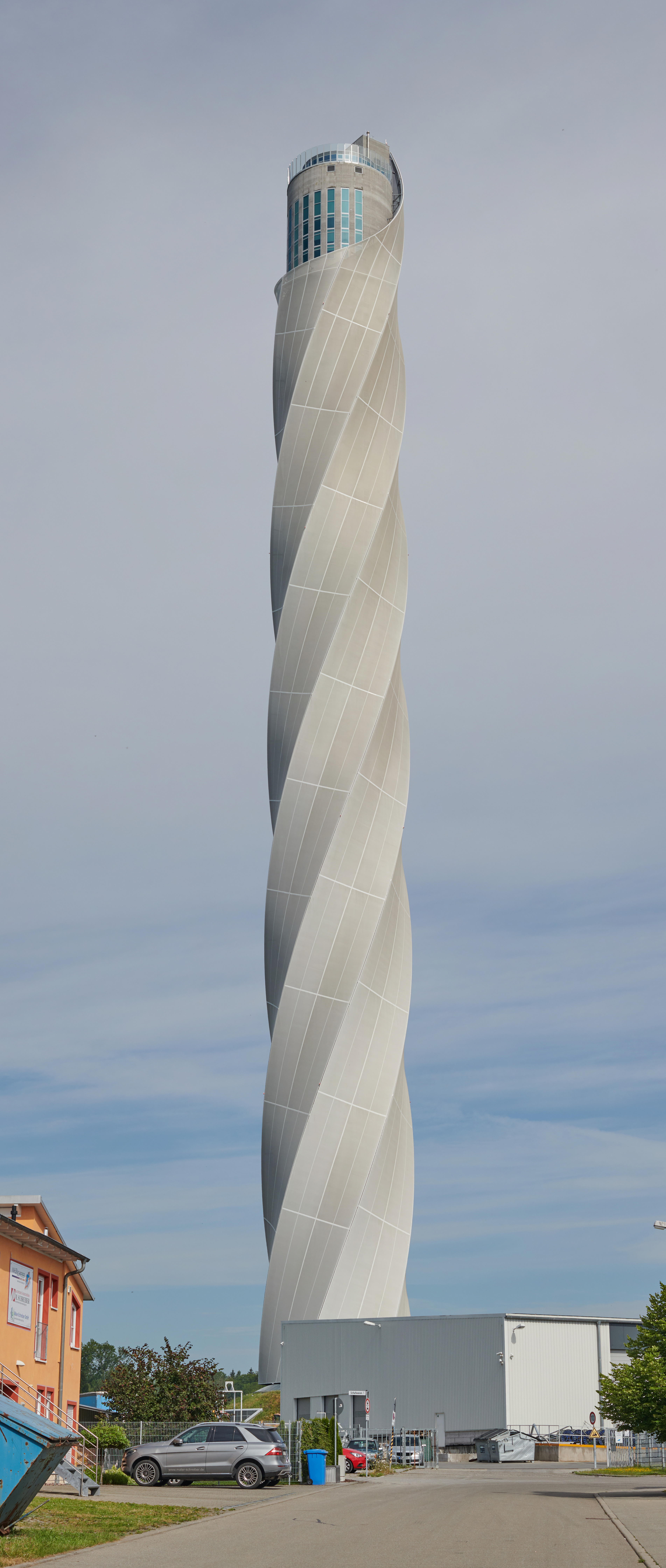
Zkušební věž pro vysokorychlostní výtahy s fasádou ze skleněné tkaniny povrstvené teflonem (v německém Rottweilu)